# 増元照明
増元 照明（ますもと てるあき、1955年（昭和30年）10月5日 - ）は、日本の政治活動家。北朝鮮による拉致被害者である増元るみ子の実弟。政治団体「照明会」代表。北朝鮮による拉致被害者家族連絡会事務局長を歴任。

## 人物・略歴
鹿児島県鹿児島市池之上町出身。父の増元正一は営林署勤めで、屋久島のスギを搬送する仕事に就いていた。四人兄弟（二男二女）の次男で末っ子。1974年（昭和49年）3月に鹿児島市立鹿児島玉龍高等学校を卒業、「南の生まれだから、雪の中で暮らしてみたい」と同年4月、北海道大学水産類に入学した。
幼いときから照明は厳格な父親に叱られ、殴られることも多かったが、2歳年上の姉るみ子（次女、4人兄弟の3番目）はよく照明を庇い、ときには一緒に泣いてくれる、優しくて憧れの姉であった。中学生になった照明は、姉のいる卓球部に入った。大学に合格したとき、コカ・コーラの事務員をしていたるみ子は、給料の大半をはたいてSEIKOの腕時計を照明にプレゼントした。兄弟のなかでも、るみ子と照明は格別仲が良かった。
姉、増元るみ子（当時24歳）が交際相手の市川修一（当時23歳）とともに失踪したのは1978年8月12日の午後、照明が大学4年の夏休みで実家に帰省しているときのことであった。「吹上浜（日置市）へ夕陽を見に行く」と前日嬉しそうに照明たちに語り、当日は半日の仕事を終えて帰宅して照明に軽く挨拶して、戸外で待つ修一の自動車に乗ったのをみたのを最後に姉とは会えなくなってしまった。

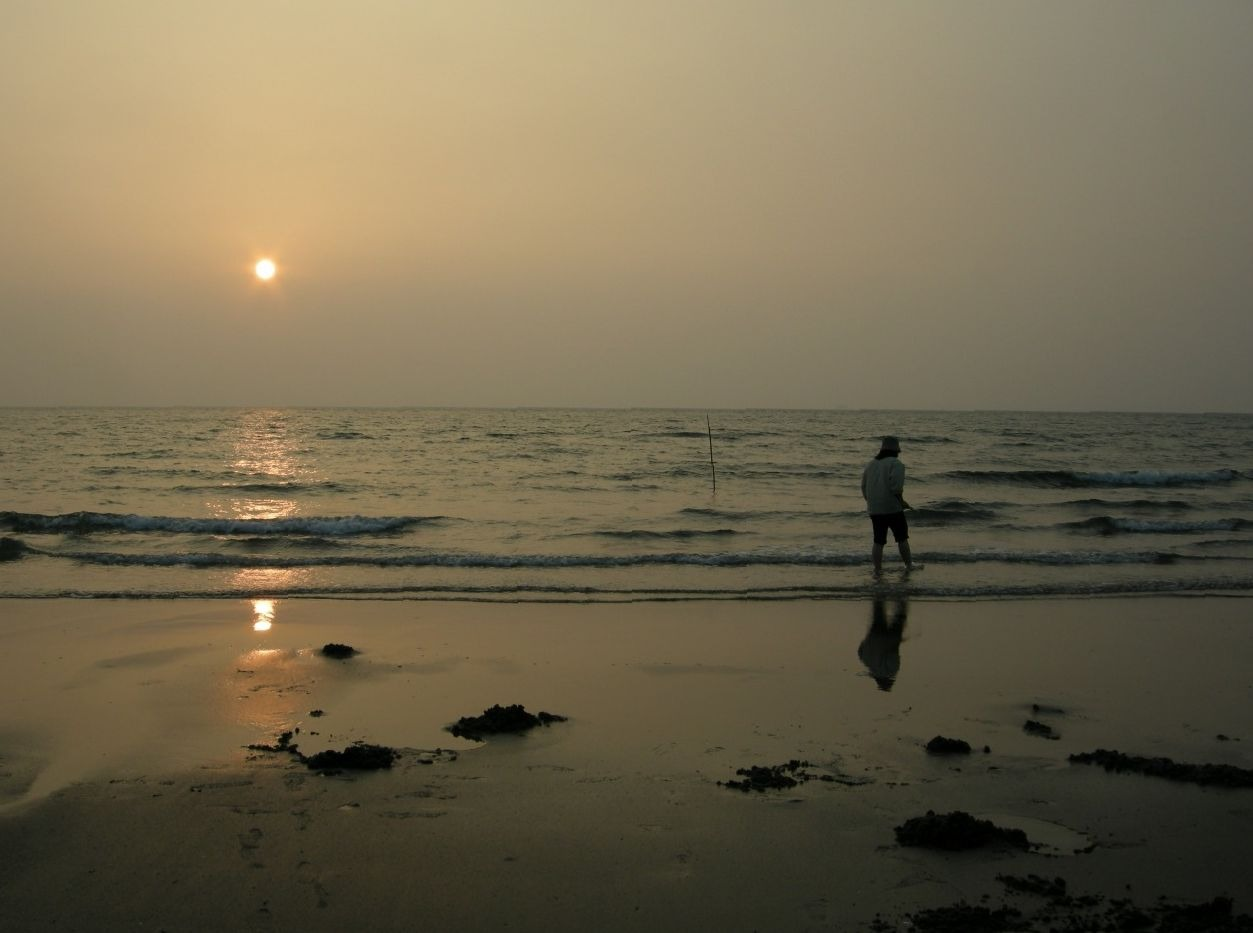
吹上浜の夕陽

翌朝、日置郡吹上町（現、日置市）の吹上浜キャンプ場には、鍵のかかったままの市川の自家用車があり、窓からなかを見ると、カメラとるみ子のバッグがあった。市川・増元両家の親族が2人の名を呼びながら付近を探し回ったが、手がかりとなるものは見つからず、加世田警察署に捜索を依頼した。酷暑のなか、10日以上にわたって警察ほか消防団や親族・知人も協力して駐車場周辺を捜索したが、発見されたのは、裏返しになった修一のサンダルの片方だけであった。バッグにはるみ子の財布や小物が入っており、カメラのフィルムを現像すると、デート中に互いを撮影しあった写真がおさめられていた。状況からは「強盗」や「蒸発」は考えられず、両家とも2人の交際を喜んでいたので「駆け落ち」「心中」の可能性もなかった。警察の記録には「事件性を含む失踪」とあった。まるで神隠しのような事件であった。残りの夏休みを姉の捜索に費やし、夏休みが終わってからもしばらく北海道に戻ることのできなかった照明は意を決して大学生活に戻った。厳しく恐ろしかった父親が打ちひしがれ、力なく、寂しそうにしている姿をみて、照明は大きな衝撃を受けた。るみ子の話題は、家族の中ではいつしかタブーとなっていた。照明は、北海道大学水産学部卒業後、同学部特設専修科に進んで終了後の1980年（昭和55年）、東京の水産卸の会社に入社した。こののち、長期にわたって東京築地市場で「競り人」の仕事を務めた。
1997年（平成9年）3月、「家族会」結成に当初から参加して事務局次長を務めた。公設卸売市場での早朝の仕事なので、午後になれば手がすき、半日休暇なども取得しやすいので事務局次長として活動しやすい環境にあった。2000年秋、彼は首相官邸で森喜朗内閣総理大臣に土下座して姉の救出を懇願した。森首相は、拉致問題を棚上げにしての日朝国交樹立はないと言明した。
2002年9月、金正日が北朝鮮による拉致犯罪を公式に認めたものの、るみ子は死亡と告げられた。娘との再会だけを願ってきた父の正一は肺がんにかかっており、延命措置をとっていた。父は「市川君との結婚を許す」そして「わしは日本を信じるッ! だからお前も信じろッ!」という言葉を照明にのこし、「生存」とされた5人が帰国した10月15日の翌々日（17日）に亡くなった。
2003年（平成15年）3月、特定失踪者問題調査会常務理事に就任し、同年、蓮池透事務局長が副代表となった際には家族会事務局長となった。2004年（平成16年）には水産会社を退社し、参議院議員選挙に立候補した。以後、自衛隊を活用した拉致被害者救出実現を主張するようになっている。
2007年2月、55歳で女優と婚約、同年10月、特定失踪者問題調査会の常務理事を辞めた。姉の救出活動はその後もつづけている。2014年11月には家族会事務局長を退任し、衆議院議員総選挙に立候補した。

### 国政選挙への立候補
2004年の参院選
2004年7月の第20回参議院議員通常選挙に東京都選挙区（改選数4、候補者11人）から無所属で立候補し、38万1771票（有効投票の6.9%）を獲得したものの7位で落選した。同選挙への立候補は当初、自民党から比例区での出馬を持ちかけられたものだったが、同党内で異論が相次いで公認を見送られたため、無所属で立候補することになった。
2014年の衆院選
2014年11月、第47回衆議院議員総選挙に宮城2区（比例重複）から「次世代の党」の公認で出馬が内定し、第1次公認候補として発表された。増元は立候補にあたり、家族会事務局長を辞任した。家族会側も特定の党派を支持する立場にないとして、増元への支援は行わないとした。政府の拉致問題対策本部は、拉致問題啓発のため全国の自治体で上映しているドキュメンタリー映画のうち、増元が出演している『めぐみ 引き裂かれた家族の30年』について、増元が立候補したため「中立性が保てない」として、上映中止を決めている。投開票の結果、1万5228票（得票率：7.60％）を獲得したが4位で落選した。

## 人物
趣味は映画鑑賞、好きな言葉は「敬天愛人」。好きな作家は夏目漱石、尊敬する人物は西郷隆盛。大学合格祝いとして姉よりプレゼントされた腕時計は修理しながら、折にふれ身に着けている。
2007年2月1日、劇団「若宮優子プロデュース」主宰の女優で演出家・若宮優子（ペンネームは朱宮理恵）との婚約を明らかにした。姉と日本人男性の拉致事件を若宮が演劇化したことが縁であるという。姉が北朝鮮から帰国するまで挙式しないとしている。

## 政策・主張

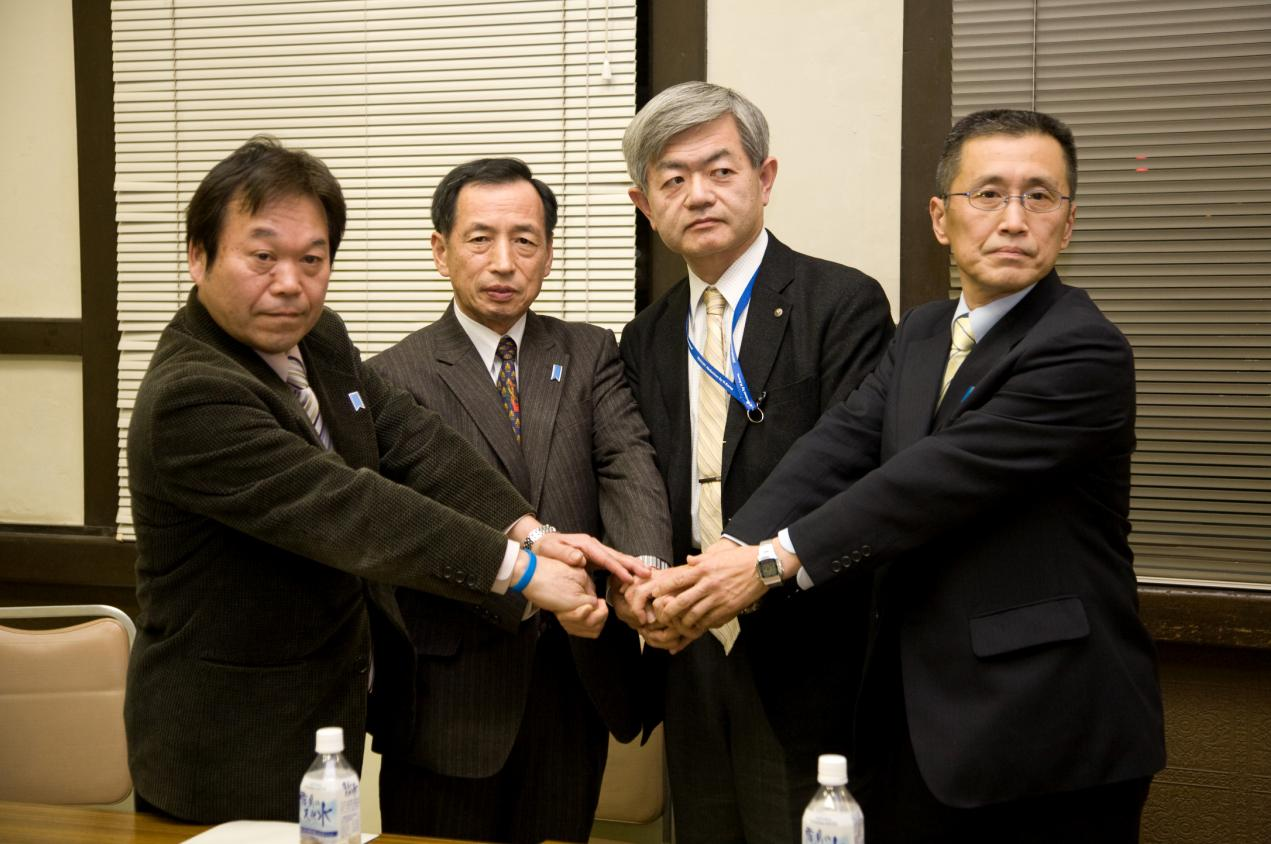
講演会「拉致問題と国防」記者会見にて（2009年2月28日、若宮会講塾）

北朝鮮にパイプを持つ政党が党勢を伸ばせば拉致問題解決の道筋が示されるのではないかという思いもあり、増元は若い頃からずっと選挙では日本社会党に投票してきた。しかし、家族会の活動に加わり、日朝関係のあゆみを知れば知るほど、この党にこそ今まで完全に裏切られていたのだと思い至り、強い悔悟と憤りの念をいだくようになった。
増元は、北朝鮮による拉致被害者の実弟として、拉致被害者の救出のために「我が国を貶めるような国々に対し、毅然と対処できる強い国にならなければなりません」と主張している。
- 憲法9条の改正に賛成[26]。
- 集団的自衛権の行使に賛成[26]。
- 「道徳」を小中学校の授業で教える事に反対[26]。
- 選択的夫婦別姓制度導入にどちらかというと反対[27]。
- カジノの解禁に賛成[26]。
- 原子力発電所は日本に必要としている[26]。
- 首相の靖国神社参拝を問題ないとしている[26]。
- 「村山談話」及び「河野談話」を見直すべきとしている[26]。
- 特定秘密保護法を必要としている[26]。
- 国民の負担を増やしてでも年金の給付を維持すべきとしている[26]。
- ヘイトスピーチを法律で規制することに反対[26]。